# NK Bibinje
Nogometni klub Bibinje hrvatski je nogometni klub iz Bibinja kod Zadra.
U Bibinju je od 1948. postojala nogometna sekcija FA Zadrugar, koja je 1952. godine prerasla u NK Goran. Klub su osnovali Marijan Lisica, Šime Sikirić te Venci i Anđelko Lisica. Godine 1991. klub je promijenio ime u NK Bibinje. Osvojio je 1. ŽNL Zadarsku 2022./23.

## Vanjske poveznice
- Profil, HNS Semafor